# 滝川穂乃果
滝川 穂乃果（たきがわ ほのか）は、日本のAV女優。オフィスBLITZ所属。

## 略歴・人物
2018年10月、マドンナ専属女優としてAVデビュー。
以前はOLなどの仕事をしていたが、刺激のある仕事を求めて高収入求人のサイトに登録するとAVプロダクションや風俗店からメールをもらい、中でも最初に連絡をくれて自宅近くまで来て面接をしてくれたのが現在の所属事務所の社長で、話を聞いて興味がわきAV女優となった。
2018年12月より専属を離れ、企画単体女優となる。

## 出演作品

### アダルトDVD
- 南青山の会員制サロン元セラピスト Gカップ巨乳妻 滝川穂乃果さん32歳 性生活を満たしたくてAVデビュー!!（10月7日、マドンナ）
- スタイル抜群 Gカップグラマーでショートヘアの俺の嫁が知らないうちに学生時代の先輩に寝取られ続けていた。（11月25日、マドンナ）
- 旦那の部下2人に川の字で両乳首をこねくり回され発情し寝取られ3Pしてしまう美人妻（12月21日、DOC）他出演:逢沢まりあ、富田優衣
- 産後感度と性欲が上がりっぱなしのママさんが強制立ちっぱなしガクブルイキっぱSEX!! 立ったまんまイカされ続けて爆潮連続生中出し計14発!（12月28日、DOC）※「かおり」名義　他出演:あやこ、みなこ、ゆみこ

- 大好きなAV女優に似ている人妻ソープ嬢を指名したら…まさかの本人!? 「お店で働いてることを内緒にしてくれたら特別にいいことしてあげる」と言われ…まさかの生本番&中出し!!ついでに自宅にあがりこみ憧れの女優と毎日いちゃラブ中出しセックス!!（1月7日、熟人PROJECT）
- 残業中2人っきりになるとヤリたくなっちゃう同僚熟女社員 むっちりエロ尻な年上女性とのオフィスSEXを覗く（1月10日、ホットエンターテイメント）※「北川」名義　他出演:橘、白川
- 誘惑人妻 妹の旦那を犯して中出し哀願する義姉（1月11日、KANBi）
- 清楚な巨乳奥様が初めてのドキドキ混浴ローション風呂! 密着ローションプレイの快感で人妻の理性がふっ飛んじゃう!? ヌルヌル生ハメ連続中出しセックス! 合計21発!（1月25日、DOC）※「るか」名義　他出演:みのり、えみ、あや
- 素人妻ナンパ 全員生中出し 4.5時間 セレブDX 64（2月15日、LOTUS）他出演:福山美佳、月野セリナ ほか
- ヤリマン玉舐め女! 2（2月15日、S.P.C）
- 濡れ続けた一日 気持ちはあの頃… 性欲なう 其の一（3月27日、MERCURY）※「しょうこ」名義
- 面接ドキュメント 通りすがりのAV女優 13 【セックスの達人、こじらせドM、ギャル悲歌編】（3月30日、HMJM）他出演:佐久間恵美、富永舞
- 猥褻BODYべろキス中毒 III（4月5日、クリスタル映像）
- #なまなま個人撮影スマホ撮り 【ど素人】カップルいちゃいちゃムービー4組 NAMANAMA 07（4月5日、プレステージ）※「まりえ」名義　他出演:ミオ、智美、いくみ
- 超振動アクメバイク 1分間に3万8000回転!! イクイク悶絶フィットネスでデカ尻人妻たちがイキ我慢できたら賞金ゲット!! 「もうダメですぅ…おしっこ漏れちゃいます」 アクメ失禁した瞬間に襲撃!即ズボ!バック中出し!!（4月13日、はじめ企画）※「くみこ」名義　他出演:みか、ゆうこ、あさみ
- 自画撮り 視姦願望のある11名の人妻 性欲剥き出し絶倫オナニー Vol.2（4月15日、プリモ）他出演:澤村レイコ、井上綾子、宮川ありさ、御坂りあ、森ほたる、翔田千里 ほか
- 人妻とその彼女 ママソープ嬢に堕ち、夫を捨てた巨乳清楚妻（5月1日、U&K）共演:本真ゆり
- ベロチューを超える唾液まみれの舌交尾 素人ベロンベロンDK選手権 究極ラバーズ! 恋人同士が30分間ずーっと濃厚ディープキスで射精できたら賞金100万円!!（6月6日、ROCKET）※「ゆみ」名義　他出演:れい、ねね
- 完全主観 濃密スイートルーム ［外資系企業OL］（7月5日、h.m.p）
- マジックミラー号 お花見中のホロ♡酔い♡女子大生3人組や人妻3人組が巨チン男と人生初のハーレム4P体験!! 〜花びら大回転!ハメ比べをして今春1番の気持ちいいマ○コを探しちゃいます〜（7月11日、SODクリエイト）他出演:神谷充希、七瀬もな、楠セナ、黒宮えいみ、星あめり
- ママの手淫で男潮吹きまくりなさい!（7月19日、ドグマ）
- 極上ボディ イカした女の挑発レズポルノ（7月19日、レズれ!）共演:推川ゆうり
- 熟女限定 熟女が部屋にやって来た お持ち帰り盗撮 そのままAV発売へ 20（7月19日、熟女バンク）※「さえこ」名義　他出演:かよ
- HYPER FETISH ハイレグいやらしクィーン（7月25日、デジタルアーク）
- 枕営業の人妻を緊縛プレス 保険外交員のドM妻（8月8日、センタービレッジ）
- 高身長でプライドと意識が高い女上司をイラマチオで堕とす!!（8月9日、REAL）
- 卑猥語女 密室空間で卑猥な言葉を連呼しながらスケベ行為に没頭する淫乱女（8月19日、MARRION）
- 長身キャリアウーマン着衣ぶっかけスペルマ業務 〜仕事は一流イチモツ管理は超一流〜（9月1日、滝山ポリエステル）
- お色気P●A会長と悪ガキ生徒会（10月17日、グローリークエスト）

- 社員を誘惑する乳首ビンビンデカ尻上司はやっぱり淫乱なドスケベ痴女（1月25日、WEEKENDER）
- ニューハーフレズビアン ～天然デカチン弟が可愛いペニクリ妹に…～（4月1日、U&K）共演：椎名みう
- 恥ずかしいカラダ 脳イキ! アナコンダファック（5月30日、HMJM）
- THEドキュメント 本能丸出しでする絶頂SEX Gカップ美乳美脚高身長の悶々淫乱美人奥様（8月1日、美人魔女）
- 秘書グラマラス ワイルドワイルドボディ（8月29日、HMJM）[4]
- 新しい義母は、鬼畜な人なのに僕の勃起は治まらない。（9月4日、NON）
- 娘とじゃれ合う内に俺の上で「ロデオ」のように腰を振られ、まさかの勃起。気づいた娘も嫌がるかと思いきや顔を赤らめて感じている様子。そのまま、私の顔で再びロデオする娘は、勃起が治まらない俺のチ●ポを最後まで弄ぶ (泣)（9月4日、NON）※オムニバス作品
- スーパーベスト5時間 滝川穂乃果（12月26日、HMJM）※単体ベスト